# Хронология мира Полудня
Хронология Мира Полудня — датировка вымышленной вселенной, построенная на основе событий, описанных в произведениях братьев Стругацких. Охватывает события примерно от 1943 до 2199 года. Датировка основана на григорианском календаре.

## Описание
Разработкой хронологии занимались исследователи творчества Стругацких, журналисты и литературоведы: Михаил Назаренко, Василий Владимирский, Сергей Переслегин, Андрей Ермолаев, Михаил Шавшин и другие. Хронологический порядок, в котором была осуществлена публикация произведений, вошедших в первые пять томов собрания «Миров братьев Стругацких» (Полуденного цикла), был установлен непосредственно Борисом Стругацким. По мнению Андрея Ермолаева, наиболее официальной и освященной Борисом Стругацким хронологией можно считать вариант Сергея Переслегина. Данная хронология охватывает период с 1942 года по 2199 год и была включена в полном объеме (с временными таблицами) в первое издание «Миров братьев Стругацких». Впрочем, А. Фролов, в работе, связанной с периодизацией творчества братьев Стругацких, назвал её спорной.
Хронология Мира Полудня, по мнению Сергея Переслегина и Михаила Назаренко, берет начало в 1943 году. Этот момент упоминается в повести «Попытка к бегству», год, когда главный герой Саул Репнин покидает концентрационный лагерь. По мнению Василия Владимирского, Стругацкие ещё в 1957 году, на страницах «Страны Багровых Туч», точно предсказали первый пилотируемый полёт в космос в 1961 годy. Начиная с этого момента будущее по Стругацким не соответствует реальным событиям, являясь альтернативной историей. Развитие технологий во вселенной Мира Полудня происходит быстрее. Так, пилотируемые полёты к Марсу происходят уже в 1960-е годы. Появление мобильных самообучающихся кибернетических систем также относится к 1960-м годам.
Большинство событий хронологии относится к XXI—XXII веку. Отсутствует точная отсылка ко времени победы коммунизма. Однако важной датой, ссылка на которую есть в романе «Полдень, XXII век», стал 2017 год — юбилей Октябрьской революции. Некоторые произведения изначально построены как хронологически упорядоченная подборка документов, например «Волны гасят ветер». Однако все даты даны в формате, не дающем однозначного толкования. В большинстве произведений практически нет точной датировки, только косвенные данные. В редких случаях в произведениях есть год действия по григорианскому календарю. Так, например, в «Стажёрах» есть привязка событий точно к 1999 году. Таким образом, исследователям приходилось проводить сложный анализ текста и искать косвенные ссылки. Всего исследователи насчитали 7 различных методов датировки в произведениях
1. Общепринятая
2. Датировка «от начала XX века»
3. Датировка «от начала XXI века»
4. Датировка «от начала XXII века»
5. Датировка «от Октябрьской революции 1917 года»
6. Датировка «по юлианскому дню»
7. Прочие альтернативные датировки

В некоторых случаях литературоведами благодаря исследованию хронологии были обнаружены несоответствия, которые можно объяснить только ошибками авторов. Так, например, в романе «Полдень, XXII век» (его также иногда считают сборником рассказов) упоминается рождение первого ребенка на Марсе Е. М. Славина, что относится примерно к 1986 году. Тогда как один из героев повести «Страна Багровых Туч» Спицын родился на Марсе еще раньше. Наиболее противоречивым произведением с точки зрения хронологии исследователи считают повесть «Попытка к бегству». Даты в тексте произведения формально относят время действия к XXIII веку, «Юлианский день 2542967» и отсылка к дню рождения Ленина дают 22 апреля 2250 года. Тогда как логика повествования скорее относит происходящее к XXII веку.
Сами братья Стругацкие скептически относились к идее составления хронологической таблицы по произведениям Полудня:
Никакой РЕАЛЬНОЙ хронологии авторами не предусматривалось. Каждая новая повесть писалась как совершенно самостоятельное произведение. В лучшем случае учитывалась самая общая последовательность событий, — что происходит ДО, что ПОСЛЕ. Насколько именно до или после, рассчитывалось крайне редко. Поэтому существует несколько хронологий (первую составил Михаил Шавшин, а была ещё хронология Вадима Казакова). Все они по-своему интересны и остроумны, но ни одна из них в принципе не является точной, — ибо «точной хронологии» никогда не было (даже в авторском воображении).

## Хронология по произведениям
Описание хронологии по произведениям подготовлено по материалам С.Бондаренко и С.Переслегина.
| <<                           | >>   | Произведение                      |
| ---------------------------- | ---- | --------------------------------- |
| 1991 (в черновиках - 1985)   |      | Страна багровых туч               |
| 2001                         |      | Путь на Амальтею                  |
| 2011                         |      | Стажёры                           |
| 2020                         |      | Хищные вещи века                  |
| 1980-е годы                  |      | ПДВ — Ночь на Марсе               |
| перед 2017, но позже 2001    |      | ПДВ — Почти такие же              |
| 2119                         |      | ПДВ — Перестарок                  |
| 2118                         |      | ПДВ — Злоумышленники              |
| 2017                         | 2021 | ПДВ — Хроника                     |
| 2119                         |      | ПДВ — Двое с Таймыра              |
| 2119                         |      | ПДВ — Самодвижущиеся дороги       |
| 2120                         |      | ПДВ — Скатерть-самобранка         |
| 2120                         |      | ПДВ — Пациенты доктора Протоса    |
| 2127                         |      | ПДВ — Томление духа               |
| 2127                         |      | ПДВ — Десантники                  |
| 2128                         |      | ПДВ — Люди…люди                   |
| 2121                         | 2134 | ПДВ — Моби Дик                    |
| 2124                         |      | ПДВ — Свечи перед пультом         |
| 2124                         |      | ПДВ — Загадка задней ноги         |
| после 2126                   |      | ПДВ — Естествознание в мире духов |
| 2128                         |      | ПДВ — Благоустроенная планета     |
| 2129                         |      | ПДВ — Какими вы будете            |
|                              |      |                                   |
| после 2152                   |      | Трудно быть богом                 |
| 2134                         |      | Беспокойство                      |
| 2137                         | 2178 | Жук в муравейнике                 |
| после 2145 (в романе - 2250) | 2145 | Попытка к бегству                 |
| после 2140 (в романе - 2205) | 2140 | Далёкая Радуга                    |
| 2157                         | 2158 | Обитаемый остров                  |
| 2162                         |      | Малыш (повесть)                   |
| 2193                         | 2199 | Волны гасят ветер                 |
| 2198                         |      | Парень из преисподней             |